# Peugeot Type 18 e 39
Le Type 18 e 39 erano due modelli di autovettura prodotte dal 1896 al 1902 dalla Casa automobilistica francese Peugeot.

## Profilo
Il 1896 coincise con la nascita ufficiale della Peugeot come costruttore di automobili. Per enfatizzare questo evento, la Casa francese decise di allargare la gamma proponendo una vettura familiare di classe leggermente superiore a quella delle Type 9, 10 e 12 presentate poco tempo prima. Il risultato fu la Type 18, una vettura che oggigiorno può apparire minuscola, con i suoi 2.75 m di lunghezza, ma che all'epoca era considerata alla stregua di un'odierna limousine e che nonostante le sue ridotte dimensioni riusciva ad ospitare ben otto persone!!! Pertanto tale vettura si poneva al vertice della gamma Peugeot di fine secolo. La Type 18 fu prodotta in 26 esemplari fino al 1901.

Fu sostituita solo per l'anno 1902 dalla Type 39, più lunga di 15 cm rispetto alla Type 18 e con passo maggioratodi ben 30 cm per favorire ulteriormente l'abitabilità interna.

Queste furono le prime Peugeot a montare un motore costruito in casa e non più di derivazione Daimler. Per la precisione, nella Type 39, tale motore aveva una cilindrata di 2042 cm³, mentre non è noto il valore di cilindrata della precedente Type 18. In ogni caso, l'avvento dei primi motori Peugeot suscitò una buona impressione nel pubblico, tanto che durante tra il 1896 ed il 1902, la produzione ammontò a 120 esemplari, di cui 100 Type 39 prodotte nel solo 1902, unico anno di produzione di questo modello: un ottimo risultato all'epoca.